# 비상소집 - 전국이장회의
《비상소집 - 전국이장회의》는 2018년 10월 31일부터 2019년 6월 12일까지 방영되었던 KBS 1TV 시사교양 프로그램이다.

## 기획 의도
전국 9도의 이장들이 한자리에 모여 전국 및 지역의 핫이슈를 놓고 벌이는 뜨거운 설전의 현장. 민심 전문가이자 소통 전문가인 동시에 지역의 오피니언 리더인 ‘이장’. 이장의 시선으로, 지역의 시선으로 우리 시대를 이야기하는 프로그램.

## 방송 시간
| 방송 채널 | 방송 기간                          | 방송 시간                       | 방송 분량 | 비고           |
| --------- | ---------------------------------- | ------------------------------- | --------- | -------------- |
| KBS 1TV   | 2018년 10월 31일 ~ 2018년 11월 7일 | 매주 수요일 저녁 7:35 ~ 밤 8:25 | 45분      | 파일럿 (2부작) |
| KBS 1TV   | 2018년 12월 5일 ~ 2018년 12월 26일 | 매주 수요일 저녁 7:35 ~ 밤 8:25 | 45분      | 정규 편성      |
| KBS 1TV   | 2019년 1월 2일 ~ 2019년 6월 12일   | 매주 수요일 저녁 7:40 ~ 밤 8:30 | 45분      | 정규 편성      |

## 역대 출연자
- 남희석
- 이승연

## 이전 출연자
- 김준현
- 후지타 사유리

## 방송 회차
| 회차 | 방송 일자        | 제목 | 시청률 |
| ---- | ---------------- | --- | ------ |
| 1회  | 2018년 10월 31일 | | 9.2%   |
| 2회  | 2018년 11월 7일  | 이장이 알려주는 귀농, 귀촌 실전 꿀팁 / 농산물 가격! 올라도 울상, 내려도 울상! 외 | 7.1%   |
| 3회  | 2018년 12월 5일  | 이장이 보는 대한민국 - 대학, 갈까? 말까? / 우리 마을은 말이야 - 김장철 맞이 전국 김치 자랑 / 이장에게 물어봐 - 아이를 안 낳겠대요                                                                                         | 4.8%   |
| 4회  | 2018년 12월 12일 | [이장이 보는 대한민국] 이웃 '사람'? 이웃 '사촌'? / [이장에게 물어봐] 나를 '술 푸게'하는 연말 / [우리 마을은 말이야] 빨간 맛! 전국 사과 자랑                                                                               | 4.6%   |
| 5회  | 2018년 12월 19일 | [이장에게 물어봐] 떠날 때는 말없이? 이별의 정석! 이장단이 말하는 슬기로운 이별 방법 대 공개! / [우리 마을은 말이야] 전국 동지 팥죽 자랑 / [이장이 보는 대한민국] 이장들이 제안하는 빚에 대처하는 현명한 자세에 대해 공개! | 4.7%   |
| 6회  | 2018년 12월 26일 | [이장이 보는 대한민국] 2018 건강하게 보내셨나요? / [이장에게 물어봐] 내 나이가 어때서~ / [지역 코너] 톡! 터지는 그 맛! 전국 '귤' 자랑                                                                                     | 4.7%   |
| 7회  | 2019년 1월 2일   | [이장이 보는 대한민국] 치매 부모님, 어디로 모실까요? / [전국 떡 자랑] 새해 떡 많이 받으세요~ / '공동 명의'에 대한 이장단의 거침없는 솔직 토크!                                                                            | 6.6%   |
| 8회  | 2019년 1월 9일   | [이장이 보는 대한민국] 성형 대한민국 '못생겨서 죄송합니다?' / [이장에게 물어봐] 집안일 할래? 이혼할래? / 바다 향 가득! 겨울 해산물 자랑                                                                                   | 5.6%   |
| 9회  | 2019년 1월 16일  | [이장이 보는 대한민국] 대한민국의 지역감정? 고향을 묻지 마세요~ / [이장에게 물어봐] 매장은 효자, 화장은 불효자? | 6.8%   |
| 10회 | 2019년 1월 23일  | [이장이 보는 대한민국] 자식에게 재산 미리 줄까, 말까? / [이장에게 물어봐] 내 아내의 남자들 | 7.3%   |
| 11회 | 2019년 1월 30일  | 황혼 재혼, 해도 될까요? / 나 홀로 명절 시월드 외 | 7.2%   |
| 12회 | 2019년 2월 6일   | [이장에게 물어봐] 날리자! 설 스트레스 / 전국 이장 노래자랑 | 9.7%   |
| 13회 | 2019년 2월 13일  | 명예 이장 진성 / 부부, 각방 vs 한방 / A형은 소심? O형은 욱~? | 6.8%   |
| 14회 | 2019년 2월 22일  | 명예 이장 남상일 / 당신은 '꼰대'입니까? '어른'입니까? / 방귀 트셨어요? | 5.9%   |
| 15회 | 2019년 3월 6일   | 게스트 하춘화 / 시집살이 vs 며느리 살이 / 트로트 가수 꿈꾸는 60대 남편 | 5.5%   |
| 16회 | 2019년 3월 13일  | 게스트 - 가수 박상철 / [이장에게 물어봐] 제사, 꼭 지내야 하나요? / [이장 이슈] 손주는 축복? 황혼 육아 할까, 말까 | 6.4%   |
| 17회 | 2019년 3월 20일  | 명예 이장 태진아 / 우리 집 경제권, 남편? 아내? / 아들의 처가살이, 말릴까? 놔둘까? 외 | 5.6%   |
| 18회 | 2019년 3월 27일  | 가수 이용 / 노인 나이 몇 살부터? 65세 vs 70세 / 반려견, 가족이냐? 가축이냐? | 4.5%   |
| 19회 | 2019년 4월 3일   | 명예 이장 박준규 / 부부 싸움 칼로 물 베기? vs 찌르기? / 자식에게 손 벌리는 부모? | 4.1%   |
| 20회 | 2019년 4월 10일  | [이장에게 고함] 첫 번째 마을 이장은? / 국제결혼 지원금, 이게 최선입니까? | 4.3%   |
| 21회 | 2019년 4월 17일  | [이장에게 고함] 두 번째 마을 이장은? / 2019 대한민국! 아직도 개천에서 용이 날까? | 5.0%   |
| 22회 | 2019년 4월 24일  | [이장이 대한민국을 말한다] 좋은 이장의 조건 외 | 4.4%   |
| 23회 | 2019년 5월 1일   | [이장에게 고함] 두 번째 주인공은? / [이장이 대한민국을 말한다] 대한민국 쓰레기, 어찌하오리까? | 4.4%   |
| 24회 | 2019년 5월 8일   | [이장이 대한민국을 말한다] 밤새 안녕하십니까? 노인 고독사 | 4.4%   |
| 25회 | 2019년 5월 15일  | [이장이 대한민국을 말한다] 특별한 거 맞아? 지역 축제와 특화 마을 | 4.5%   |
| 26회 | 2019년 5월 22일  | [이장이 대한민국을 말한다] 빈집 쇼크! 대한민국이 비어간다 | 5.3%   |
| 27회 | 2019년 5월 29일  | [이장이 대한민국을 말한다] 우리 지역 특산물을 소개합니다 | 4.0%   |
| 28회 | 2019년 6월 5일   | 이장이 대한민국을 말한다] 도시와 시골, 당신의 기준은? | 4.2%   |
| 29회 | 2019년 6월 12일  | [이장이 대한민국을 말한다] 청년이여~ 농촌으로 오라! | 3.6%   |

## 지역 방송국 프로그램
| 방송국  | 프로그램                              | 지역            |
| ------- | ------------------------------------- | --------------- |
| KBS제주 | 쟁점&토론                             | 제주도          |
| KBS전주 | 공감 토크 결                          | 전북            |
| KBS대전 | 거북이늬우스                          | 충청남도        |
| KBS광주 | 미니다Q, 집중인터뷰 이사람(8:00~8:25) | 광주광역시 전남 |
| KBS창원 | 별의별중계, 우문현답(8:00~8:25)       | 경남            |
| KBS청주 | 시사플러스                            | 충청북도        |
| KBS춘천 | 집중진단 강원                         | 강원도          |
| KBS부산 | 시사합시다 수요반점                   | 부산광역시      |